# Соколя (Яворовский район)
Соколя (укр. Соколя) — село в Мостисской городской общине Яворовского района Львовской области Украины.
Население по переписи 2001 года составляло 766 человек. Занимает площадь 1,649 км². Почтовый индекс — 81314. Телефонный код — 3234.